# Université de Séoul
Ne doit pas être confondu avec Université nationale de Séoul.
L'université de Séoul (en hangul : 서울시립대학교) est fondée en 1997 sur les bases du Kyung Sung Public Agricultural College fondé en 1918. Environ 12 000 étudiants y sont inscrits.

## Anciens élèves
- Hwang Ji-u (1952-), poète, dramaturge, sculpteur et traducteur
- Pyun Hye-young (1972-), auteure
- Yoo An-jin (1941-), poète, critique et professeure